# Supercopa de Italia 2012
La Supercopa de Italia 2012 fue la 25ª edición de la Supercopa de Italia, que enfrentó al ganador de la Serie A 11/12 Juventus y de la Copa Italia 11/12, el Napoli. El partido se disputó el 11 de agosto de 2012, en el Estadio Nacional de Pekín, China.

## Equipos participantes
| Juventus F. C.  |  |  |  | Campeón de la Serie A 2011-12     |
| S. S. C. Napoli |  |  |  | Campeón de la Copa Italia 2011-12 |

## Detalles del partido

### Juventus - Napoli
| 1          | POR        | Gianluigi Buffon                |       |
| 2          | DEF        | Lúcio                           |       |
| 19         | DEF        | Leonardo Bonucci                |       |
| 15         | DEF        | Andrea Barzagli                 |       |
| 26         | MED        | Stephan Lichtsteiner            | 89'   |
| 23         | MED        | Arturo Vidal                    |       |
| 21         | MED        | Andrea Pirlo                    |       |
| 8          | MED        | Claudio Marchisio               |       |
| 22         | MED        | Kwadwo Asamoah                  |       |
| 32         | DEL        | Alessandro Matri                | 45+2' |
| 12         | DEL        | Sebastian Giovinco              | 116'  |
| Entrenador | Entrenador | Massimo Carrera y Antonio Conte |       |

| 1          | POR        | Morgan De Sanctis |        |
| 14         | DEF        | Hugo Campagnaro   |        |
| 28         | DEF        | Paolo Cannavaro   | 62'    |
| 5          | DEF        | Miguel Britos     |        |
| 11         | MED        | Christian Maggio  |        |
| 85         | MED        | Valon Behrami     |        |
| 88         | MED        | Gökhan İnler      | 105+1' |
| 17         | MED        | Marek Hamšík      | 68'    |
| 18         | MED        | Camilo Zúñiga     |        |
| 19         | DEL        | Goran Pandev      |        |
| 7          | DEL        | Edinson Cavani    |        |
| Entrenador | Entrenador | Walter Mazzarri   |        |

| 9  | DEL | Mirko Vučinić        | 45+2' |
| 20 | MED | Simone Padoin        | 89'   |
| 24 | DEL | Emanuele Giaccherini | 116'  |

| 21 | DEF | Federico Fernández | 62'    |
| 23 | MED | Walter Gargano     | 68'    |
| 8  | DEF | Andrea Dossena     | 105+1' |

| Anotado           | 37'  | Kwadwo Asamoah   | 1-1 |
| Anotado · Penal   | 74'  | Arturo Vidal     | 2-2 |
| Anotado · Autogol | 97'  | Christian Maggio | 3-2 |
| Anotado           | 101' | Mirko Vučinić    | 4-2 |

| Anotado | 27' | Edinson Cavani | 0-1 |
| Anotado | 41' | Goran Pandev   | 1-2 |

| Amonestado | 90+3' | Sebastian Giovinco |
| Amonestado | 112'  | Leonardo Bonucci   |

| Amonestado | 32' | Miguel Britos   |
| Amonestado | 52' | Paolo Cannavaro |
| Amonestado | 54' | Valon Behrami   |
| Amonestado | 64' | Edinson Cavani  |
| Amonestado | 77' | Camilo Zúñiga   |

|  |

| Expulsado                                | 85'   | Goran Pandev  |
| Otorgado · Otorgado otra vez · Expulsado | 90+3' | Camilo Zúñiga |

| Árbitro             | Paolo Silvio Mazzoleni |
| Árbitros asistentes | Renato Faverani        |
| Árbitros asistentes | Andrea Stefani         |
| Cuarto árbitro      | Mauro Bergonzi         |

| 1          | POR        | Gianluigi Buffon                |       |
| 2          | DEF        | Lúcio                           |       |
| 19         | DEF        | Leonardo Bonucci                |       |
| 15         | DEF        | Andrea Barzagli                 |       |
| 26         | MED        | Stephan Lichtsteiner            | 89'   |
| 23         | MED        | Arturo Vidal                    |       |
| 21         | MED        | Andrea Pirlo                    |       |
| 8          | MED        | Claudio Marchisio               |       |
| 22         | MED        | Kwadwo Asamoah                  |       |
| 32         | DEL        | Alessandro Matri                | 45+2' |
| 12         | DEL        | Sebastian Giovinco              | 116'  |
| Entrenador | Entrenador | Massimo Carrera y Antonio Conte |       |

| 1          | POR        | Morgan De Sanctis |        |
| 14         | DEF        | Hugo Campagnaro   |        |
| 28         | DEF        | Paolo Cannavaro   | 62'    |
| 5          | DEF        | Miguel Britos     |        |
| 11         | MED        | Christian Maggio  |        |
| 85         | MED        | Valon Behrami     |        |
| 88         | MED        | Gökhan İnler      | 105+1' |
| 17         | MED        | Marek Hamšík      | 68'    |
| 18         | MED        | Camilo Zúñiga     |        |
| 19         | DEL        | Goran Pandev      |        |
| 7          | DEL        | Edinson Cavani    |        |
| Entrenador | Entrenador | Walter Mazzarri   |        |

| 9  | DEL | Mirko Vučinić        | 45+2' |
| 20 | MED | Simone Padoin        | 89'   |
| 24 | DEL | Emanuele Giaccherini | 116'  |

| 21 | DEF | Federico Fernández | 62'    |
| 23 | MED | Walter Gargano     | 68'    |
| 8  | DEF | Andrea Dossena     | 105+1' |

| Anotado           | 37'  | Kwadwo Asamoah   | 1-1 |
| Anotado · Penal   | 74'  | Arturo Vidal     | 2-2 |
| Anotado · Autogol | 97'  | Christian Maggio | 3-2 |
| Anotado           | 101' | Mirko Vučinić    | 4-2 |

| Anotado | 27' | Edinson Cavani | 0-1 |
| Anotado | 41' | Goran Pandev   | 1-2 |

| Amonestado | 90+3' | Sebastian Giovinco |
| Amonestado | 112'  | Leonardo Bonucci   |

| Amonestado | 32' | Miguel Britos   |
| Amonestado | 52' | Paolo Cannavaro |
| Amonestado | 54' | Valon Behrami   |
| Amonestado | 64' | Edinson Cavani  |
| Amonestado | 77' | Camilo Zúñiga   |

|  |

| Expulsado                                | 85'   | Goran Pandev  |
| Otorgado · Otorgado otra vez · Expulsado | 90+3' | Camilo Zúñiga |

| Árbitro             | Paolo Silvio Mazzoleni |
| Árbitros asistentes | Renato Faverani        |
| Árbitros asistentes | Andrea Stefani         |
| Cuarto árbitro      | Mauro Bergonzi         |

| Supercopa de Italia        |
| Campeón Juventus 5º título |